# Sun 21
Sun21 est un catamaran dont le toit est couvert de panneaux solaires photovoltaïques. Il a été construit par le chantier naval MW-Line à Yvonand, spécialisé dans la construction de bateaux solaires. Le concept de base est une évolution de celui des quatre bateaux solaires de l'Expo.02.

## Objectifs
Le bateau a été construit dans le cadre du projet transatlantic21, dont le promoteur est Martin Vosseler. L'objectif était d'effectuer la première traversée de l'océan atlantique en bateau solaire. Parti le 3 décembre 2006 de Séville en Espagne, il est arrivé au Marin en Martinique le 3 février 2007, en ayant navigué à une vitesse moyenne de 4 nœuds, prouvant ainsi le potentiel de sa technologie.
La puissance moyenne utilisée a été de 2 kW. Un des records de Sun 21 est là : vitesse 4 nœuds, puissance 2,7 ch avec 5 personnes à bord vivant confortablement, pour une masse d'environ 12 tonnes.

## Caractéristiques techniques
- Longueur : 14 m
- Largeur : 6,6 m
- Tirant d'eau : 0,6 m
- Puissance des moteurs : 2 × 8,4 kW
- Puissance de la centrale solaire : 10 kW
- Capacité des batteries : 2 × 480 Ah sous 48 V soit 46kWh brut